# Leucania guttata
Leucania guttata är en fjärilsart som beskrevs av Barend J. Lempke 1964. Leucania guttata ingår i släktet Leucania och familjen nattflyn. Inga underarter finns listade i Catalogue of Life.